# Suyo
Suyo (Bayan ng Suyo) är en kommun i Filippinerna. Kommunen ligger på ön Luzon, och tillhör provinsen Södra Ilocos. Folkmängden uppgår till 9 685 invånare.
Suyo är indelat i 8 barangayer.